# Dvojačka
Dvojačka, auch dvojačky, dvojanka, (skr. dvojnice "Doppelgängerinnen") ist eine in der Volksmusik des Balkans und der Slowakei gespielte, gedoppelte Kernspaltflöte, die aus zwei parallelen Spielröhren besteht. Zwei Formen werden unterschieden: In der zentralen Slowakei ist die Doppelflöte aus zwei miteinander verbundenen einzelnen Spielröhren zusammengesetzt, von denen eine als Melodieröhre dient und einer Hirtenflöte mit sechs Fingerlöchern entspricht. Die andere Röhre gleicht einer grifflochlosen koncovka und ergänzt zur Melodie einen Bordunton. Bei der dvojačka in der Nordslowakei (Region Orava) sind beide Röhren in einen Holzblock gebohrt.

## Herkunft und Verbreitung

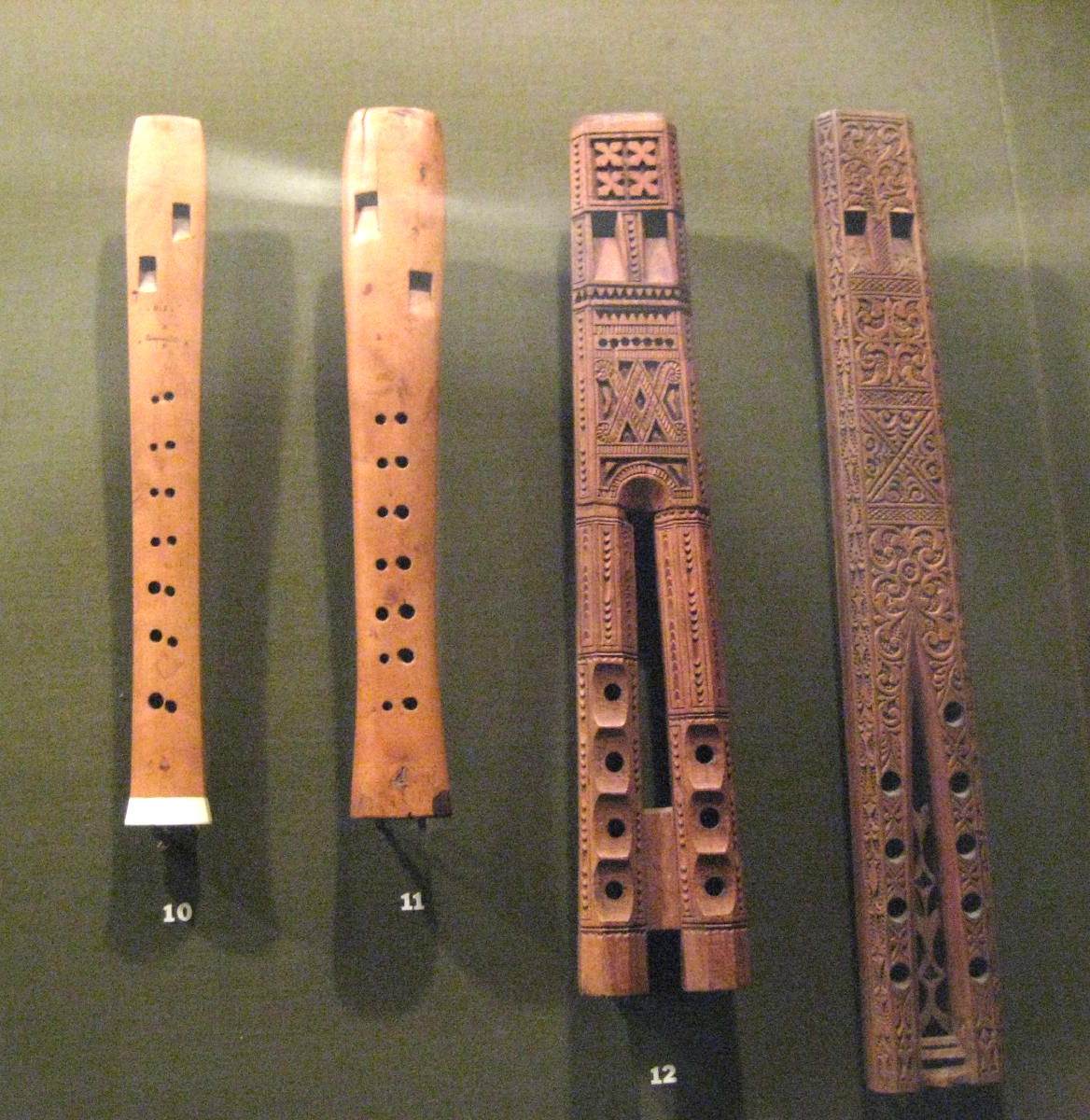
Links zwei Doppelflöten aus der Schweiz (um 1800) und Deutschland (Ende 18. Jahrhundert), rechts zwei dvojnice aus dem Gebiet des ehemaligen Jugoslawien (19. Jahrhundert). Metropolitan Museum of Art, New York

Doppelblasinstrumente mit Rohrblättern sind seit dem 3. Jahrtausend v. Chr. aus dem Alten Ägypten und aus Mesopotamien bekannt; im antiken östlichen Mittelmeerraum war der aulos mit Einfach- oder Doppelrohrblatt das am häufigsten abgebildete Blasinstrument. In Europa werden seit dem Mittelalter Doppelflöten gespielt, erwähnt beispielsweise im 14. Jahrhundert von Guillaume de Machaut in seinem Gedicht La Prise d'Alexandrie und um 1484 von Johannes Tinctoris, der von „Doppel-tibiae“ spricht. Tibia war bei den Römern eine Bezeichnung für den aulos, während Tinctoris im 15. Jahrhundert die Flöte tibia und die Leier als die beiden bedeutendsten Musikinstrumente beschreibt. Im Unterschied zum antiken aulos, dessen separate Spielröhren in einem spitzen Winkel angeblasen wurden, sind die mittelalterlichen europäischen Blasinstrumente parallel verbundene Flöten, üblicherweise mit Kernspalt. Als Elisabeth, die Tochter des Landgrafen Moritz von Hessen-Kassel 1596 getauft wurde, gab es einen theatralischen Aufzug mit 47 Musikern, darunter Spielern von „Doppelflöten“. Aus dem 16. Jahrhundert blieben zwei doppelte Kernspaltflöten erhalten. Die eine besteht aus einem einzelnen Holzstück mit zwei unterschiedlich langen Röhren und einem gemeinsamen Anblasloch (aufbewahrt im All Souls College, Oxford), die andere besitzt zwei Röhren mit der gleichen Anzahl von Fingerlöchern (im Landesmuseum Zürich). Weitere Doppelflöten mit gleichen und ungleichen Röhren sind in Westeuropa aus dem 18. Jahrhundert überliefert. Anfang des 18. Jahrhunderts fertigte Christian Schlegel in Basel Doppelblockflöten (Akkordflöten) aus einem flachen Holzstück unter dem Namen „Plattflöten“ an. Im Jahr 1805 entwickelte der Instrumentenbauer William Bainbridge in London Doppel- und Dreifachflöten mit einem gemeinsamen Anblasloch aus einem Holzstück und mit angesetzten Spielröhren. Diese in vielen Instrumentensammlungen vorhandenen Flöten wurden bis zur Mitte des 19. Jahrhunderts auch in Dublin, Deutschland und in den Vereinigten Staaten angefertigt. Auf zwei der Röhren wurde die Melodie bevorzugt in parallelen Terzen geblasen, die dritte diente als Bordunpfeife.
In Westeuropa sind Doppelblockflöten praktisch verschwunden, sie sind heute vor allem in der Volksmusik der Südslawen beliebt, wo sie traditionell als Hirteninstrumente dienen. Ihre Spieltechniken dürften denen des Mittelalters ähnlich sein. Zu ihnen gehört die namentlich mit der dvojačka verwandte dwojanka im Westen und Süden Bulgariens, die aus zwei zylindrischen Bohrungen in einem Holzstück besteht. Die Melodieröhre besitzt sechs Fingerlöcher, die Bordunröhre ein Loch an der Seite. Eng verwandt hiermit sind die dvojanka (dvoyanka) in Serbien und die dvojnice von Bosnien, Kroatien, Mazedonien und Serbien. Weitere Namen für aus einem Holzblock gefertigte Doppelflöten in den Ländern des ehemaligen Jugoslawien sind dvojenice (im Westen Serbiens), dvojkinje und vidulice (in Kroatien) und slagarka (in Mazedonien). In Kroatien kann diple („die Doppelte“) eine Doppelflöte oder Rohrblattinstrumente mit zwei Spielröhren bezeichnen. Die genannten Doppelflöten haben meist vier Fingerlöcher auf der einen Seite und drei Fingerlöcher auf der anderen, manche Instrumente besitzen fünf und vier Fingerlöcher. In der Ukraine kommt die dwodenziwka (ukrainisch, дводенцівка) mit vier und drei Fingerlöchern oder mit fünf Fingerlöchern und einer fingerlochlosen Bordunpfeife vor. Die in Rumänien und Moldawien gespielte fluier gemănat ist eine einteilige Doppelflöte mit zweimal sechs Fingerlöchern oder sechs Löchern im Melodierohr und einem im Bordunrohr. Die Zahl der Fingerlöcher bei der ungarischen kettös furulya schwankt ebenfalls. Im Süden Albaniens, in der Region Labëria, eignet sich die cyla diare (auch curle dyjare) zur Wiedergabe des dortigen iso-polyphonen Gesangsstils.
In der Slowakei wurden 103 typologisch unterscheidbare Aerophone gezählt, von denen die Kernspaltflöten mit rund 35 Typen einschließlich der längsten Flöte fujara die größte Gruppe bilden. Die traditionellen Rohrblattinstrumente, zu denen die seltene drček gehört, sind mit zwölf Typen vertreten. Die allgemeine slowakische Bezeichnung für Flöten ist píšťala. Doppelflöten sind außer als dvojačka auch als dvojanka, duplovka, dvojka („zwei“, bezogen auf die Zahl der Spielröhren), valaska dvojka und valaská píšťela bekannt, wobei mit valaska, „walachisch“, hier die Hirtentradition des Musikinstruments gemeint ist.
Die mündlich überlieferte Kenntnis der slowakischen Doppelflöten reicht bis in die Mitte des 19. Jahrhunderts zurück und in den Museen sind Instrumente ab Anfang des 20. Jahrhunderts erhalten. Das Liedrepertoire der dvojačka ähnelt demjenigen der fujara, das sich im 18. Jahrhundert herausbildete. Die fujara erhielt spätestens im 17. Jahrhundert ihre heutige Form, die auf ältere Dreilochflöten zurückgeht, weshalb die dvojačka ebenfalls deutlich älter als die bekannte Überlieferung sein könnte.

## Bauform

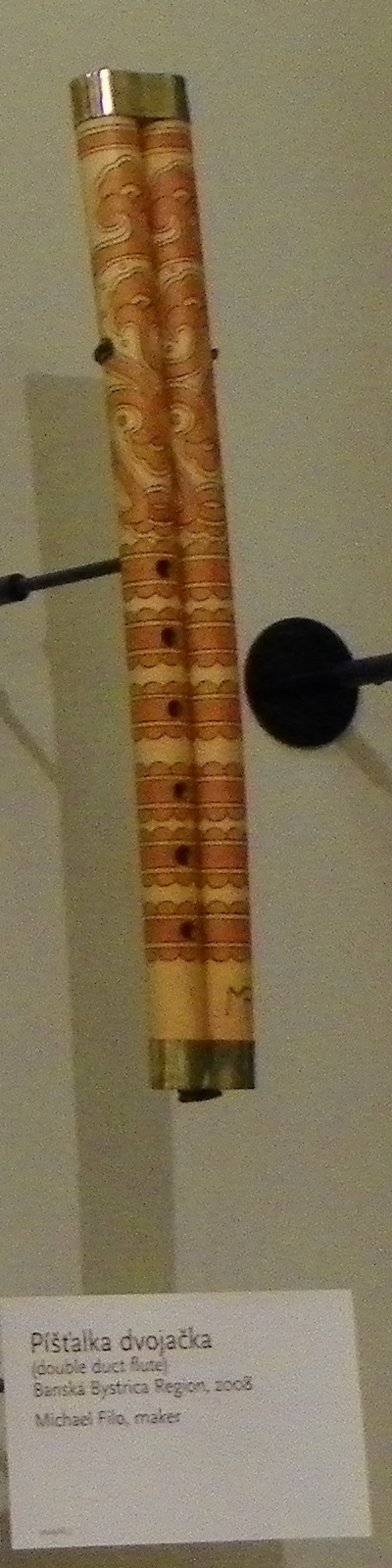
Zweiteilige, zentralslowackische dvojačka.

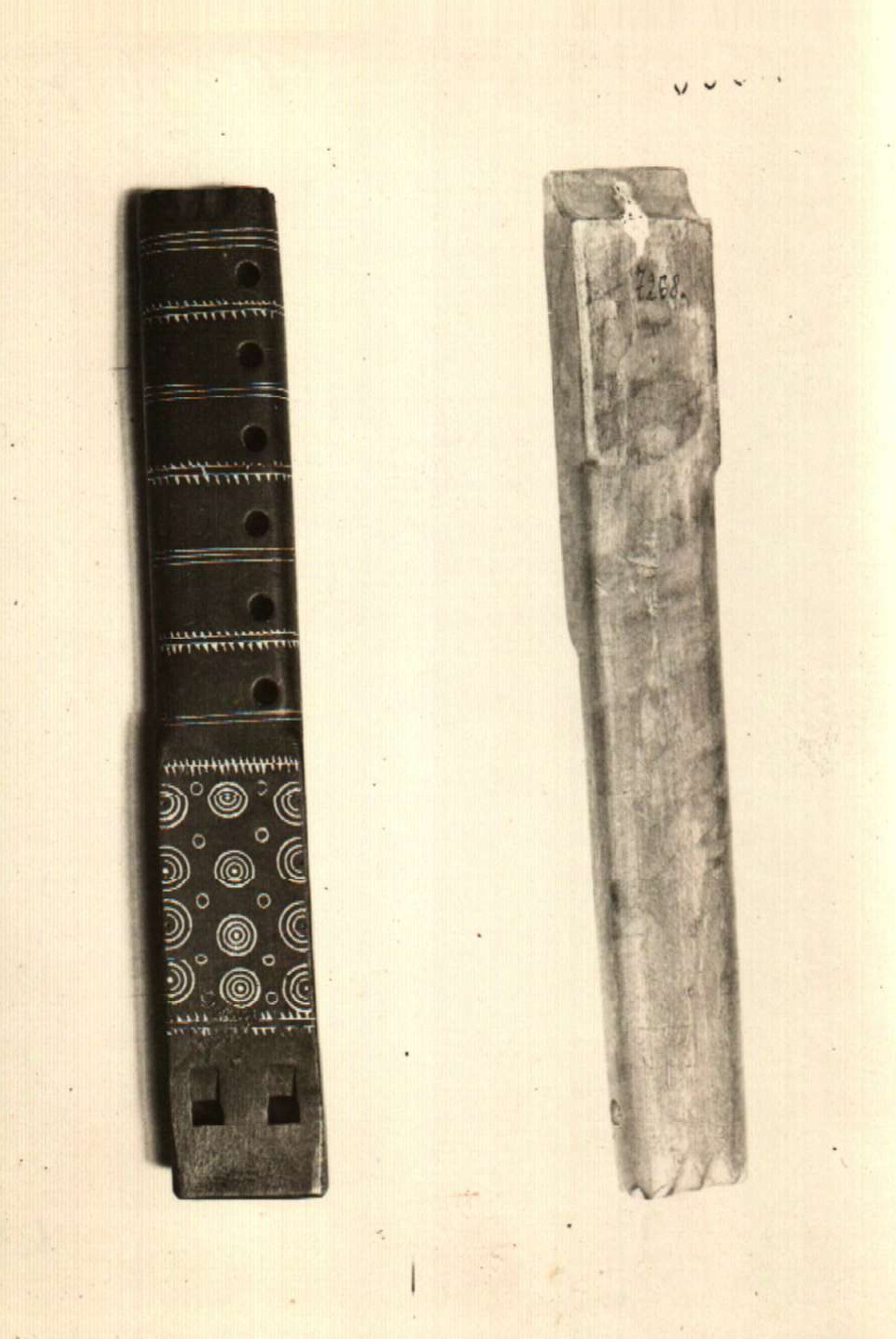
Dwojanka aus Bulgarien, entspricht dem einteiligen nordslowakischen Typ der dvojačka.

Beim zentralslowakischen, zweiteiligen Typ der Doppelflöte sind eine Kernspaltflöte mit sechs Fingerlöchern auf der Oberseite (typische Hirtenflöte) und einer gleich langen Flöte ohne Fingerlöcher (koncovka) durch Bänder miteinander verbunden. Ihre Länge beträgt durchschnittlich 43 Zentimeter, mit einem Größenbereich von 40 bis 50 Zentimeter. Die gemessenen Maximalwerte betragen 32,7 und 55,4 Zentimeter. Die Verbindung kann durch Messingblechstreifen oder Lederbänder an beiden Enden erfolgen. Die Bohrungen sind in beiden Röhren zylindrisch und haben denselben Durchmesser. Die bevorzugt aus Zweigen vom Schwarzen Holunder angefertigten Röhren sind üblicherweise mit floralen oder geometrischen Strichmustern in schwarzer Farbe oder mit Schnitzereien verziert. Geschnitzte Flöten besitzen häufig sechseckige Enden, sodass die Röhren an den abgeflachten Seiten zusammengefügt werden können; ansonsten werden die Verbindungsstreifen mit Kork unterfüttert, um einen festen Kontakt zu gewährleisten.
Die einteiligen Flöten des nordslowakischen Typs sind mit durchschnittlich 38,5 Zentimeter und einem Schwankungsbereich zwischen 30 und 40 Zentimeter etwas kürzer. In den Querschnitt von 30–40 × 15–25 Millimetern werden zwei parallele, zylindrische Kanäle mit einem Durchmesser zwischen 10 und 15 Millimeter gebohrt. Die Wandstärke der Röhren beträgt 2 bis 3 Millimeter, zwischen beiden Röhren verbleibt ein Abstand von 4 bis 6 Millimetern. Bei beiden Typen befindet sich die Fingerlochreihe an der vom Spieler aus gesehen rechten Seite. Die Fingerlöcher sind äquidistant mit einem Abstand von 15 Millimeter angeordnet, bei höchstens 2 Millimeter Abweichungen. Ihre kreisrunde Form ist innen zu einer Ellipse erweitert. Früher wurden die Löcher durch einen entsprechend schräg geführten, glühenden Draht eingebrannt. Die Schneidenkanten entsprechen denen des ersten Typs, sind jedoch etwas schmäler und kürzer. Zur Herstellung der einteiligen Flöten dient meist getrocknetes Ahornholz, das an der Oberfläche glatt geschliffen, aber im Unterschied zu den zweiteiligen Flöten nur selten mit eingeritzten Ornamenten verziert wird.

## Spielweise
Die Töne der Melodieflöten werden bei beiden Typen wie bei der Hirtenflöte mit sechs Fingerlöchern gegriffen. Die Grundtöne sind bei der zweiteiligen Flöte nicht zu verwenden, dafür werden Obertöne bis zum fünften, gelegentlich bis zum sechsten Oberton erzeugt. Auf der Bordunröhre wird überwiegend der erste Oberton, manchmal auch der zweite oder dritte geblasen. Die jeweiligen Obertöne der Bordunflöte entstehen zwangsläufig gemäß dem Spiel der Melodieflöte, da in beide Röhren praktisch immer mit demselben Blasdruck eingeblasen wird. Bei der einteiligen Flöte spielt man auf der Melodieröhre nur die erste oder zweite Obertonreihe und auf der Bordunröhre den ersten Oberton oder selten den Grundton. Das Spiel auf der Doppelflöte ist schwierig zu erlernen. Nur ein geübter Spieler kann eine Melodie mit einem in der Tonart passenden Bordunton ergänzen.
Die dvojačka ist traditionell ein Instrument der Schaf- und Kuhhirten, die es in den Bergen zur eigenen Unterhaltung spielen. Mit der dvojačka werden die in ihrer Verbreitungsregion vorherrschenden Melodien im lydischen oder mixolydischen Modus gespielt. Am häufigsten kommen Dur-Tonleitern, kleine Terz und übermäßige Quarte vor. Die Melodien gehören zu den seit dem 14. Jahrhundert entstandenen Genres der Hirten-, Räuber- und Tanzlieder, die instrumental vorgetragen werden. Die im 17. und 18. Jahrhundert hinzugekommenen Räuberlieder stehen in der Tradition der Hirtenlieder, sind aber musikalisch unabhängig von den Brauchtumsliedern. Die Gesangsstimme wird häufig von Instrumentalstücken auf der einfachen Hirtenflöte oder der Doppelflöte unterbrochen. In der Mittelslowakei sind die Melodien und Rhythmen relativ fixiert, während der Spieler in der Nordslowakei die Melodien stärker ornamentiert und abwandelt.